# Marco Pacassoni
Marco Pacassoni (Fano, 12 giugno 1981) è un vibrafonista, batterista e compositore italiano, conosciuto oltre che per il suo lavoro autografo con l'ensemble Marco Pacassoni Quartet, anche per le numerose collaborazioni con musicisti come Kelly Joyce, Ornella Vanoni, Michel Camilo, Alex Acuna, Horacio Hernández e Francesco Cafiso. Una parte importante del suo lavoro è poi rivolto alla divulgazione ed alla didattica del vibrafono e della marimba all'interno di prestigiose istituzioni come la University of Texas at San Antonio, l'Università di Urbino, nonché nelle masterclass di vibrafono presso alcuni prestigiosi college americani.

## Biografia

### Studi tra Italia e Stati Uniti
Marco Pacassoni nasce a Fano il 12 giugno 1981. Già da bambino inizia a suonare le percussioni. Dopo essersi diplomato in percussioni al Conservatorio Gioachino Rossini di Pesaro inizia un percorso di formazione su vibrafono e marimba che lo porta a vincere una borsa di studio alla Berklee College of Music di Boston laureandosi con lode nel 2004 in "Professional Music". Si forma così con i maestri Gary Burton, Ed Saindon, Victor Mendoza, Daniele Di Gregorio, Eguie Castrillo, John Ramsey, Steve Wilkes.
Aveva intanto formato i Vibrafonia, progetto musicale nato nel 1999 dello stesso Pacassoni con Luca Villani alla chitarra, Stefano Guardigli al basso e Matteo Fratesi alla batteria, con cui partecipano a numerosi jazz festival nazionali condividendo il palco tra gli altri con Daniele Di Gregorio (vibrafonista con Paolo Conte), con il pianista Dado Moroni e con la band del vibrafonista statunitense Joe Locke. In questo periodo organizza il seminario sul tema La creatività nella musica contemporanea al Teatro della Fortuna di Fano, che vedeva il coinvolgimento anche dei Vibrafonia. Se nel 2000 Pacassoni aveva messo il vibrafono nel singolo Vivre la vie (2000, Universal Records) della cantante francese Kelly Joyce, con i Vibrafonia pubblica prima l'album Sunrise nel 2000 e poi Fairy Tales nel 2001  per la Philology Records di Paolo Piangiarelli.
Negli Stati Uniti Pacassoni collabora con la scuola per registrazioni in studio con gli insegnanti Ed Saindon, Richard Evans e Francisco Mela.

### 2003-2005: Tra FP duo e New Vibes Trio
Tornato in Italia è in tour con il vibrafonista Ed Saindon. L'incontro con Fulvio Ferrari dà vita all'FP duo, con cui pubblica nel 2003 l'album Something Different, mentre nel 2004 registra con Michael Vochezer l'album This Time. Furono poi di questi anni i concerti con musicisti come Michel Camilo, Daniele Di Gregorio, Simone Nobili, Horacio el negro Hernandez nei maggiori festival jazz italiani come Fano Jazz by the Sea, Sant'Elpidio Jazz Festival e Tidone Jazz Festival.
Nell'Aprile 2005 vince il premio "Talento jazz del panorama italiano" al concorso Chicco Bettinardi di Piacenza. Nello stesso anno nasce il New Vibes Trio in cui Pacassoni suona il vibrafono, Daniele Di Gregorio la marimba e Simone Nobili la chitarra, debuttando a Fano Jazz by the Sea per poi proseguire con una tournée da cui nacque l'album dal vivo Live (2005) pubblicato dalla Splash nel febbraio 2006.

### 2006-2010: Partido Latino ed altre collaborazioni
Nel 2006 dall'incontro con il pianista Enzo Bocciero nasce una lunga collaborazione iniziata con il progetto Marco Pacassoni & Partido Latino, che vedeva coinvolti anche il batterista Matteo Pantaleoni ed il bassista Lorenzo De Angeli. La band eseguiva brani originali e classici del latin jazz che verranno poi pubblicati nell'album Dancing (2006), dando inizio così a quello che diventerà poi il Marco Pacassoni Quartet. Era invece del 2007 l'album Weekend in New York a nome Marco Pacassoni & Marcello Pellitteri Quatet.
Nel 2009 viene chiamato da Andrea Pagani a suonare su Plays Puccini, un album tributo al celebre compositore Giacomo Puccini riletto in chiave jazz e poi da Elisa Ridolfi in una rilettura in chiave contemporanea del fado con l'album Canta-me O Fado (2009, Aqfene produzioni) di cui cura anche gli arrangiamenti assieme a Matteo Moretti.
Sempre nel 2009 uscì il secondo album a nome Partido Latino intitolato Latino italiano, che vedeva come ospiti il percussionista peruviano Alex Acuña ed il trombettista cubano Amik Guerra, in un album che rileggeva il genere riproponendolo in una nuova chiave ritmica.

### 2011-in poi: Marco Pacassoni Quartet
Nel 2011 prende finalmente corpo il progetto Marco Pacassoni Quartet che vede Enzo Bocciero al pianoforte e tastiere, Giacomo Dominici al basso e  Filippo Lattanzi alla batteria e percussioni. Con questa formazione e con questo nome produce l'album Finally... (2011, Groove Master Edition) che conteneva 10 composizioni autografe tra sonorità, melodie e ritmiche dello swing, della musica latina, del neo bop, dell'hard bop e del tango. L'album vedeva poi ospiti Amik Guerra alla tromba e flicorno, Alex Acuna alle percussioni e Maurizio Rolli al basso elettrico.
Dopo aver partecipato all'album Work in Progress (2012, Dodicilune) del Gianni Insalata 4tet, e dopo aver riassestato il quartetto con l'ingresso di Lorenzo De Angeli al basso e Mattéo Pantaléoni alla batteria, nel 2014 pubblica il secondo album intitolato Happiness e rilasciato dalla Alfamusic. Con lo stesso ensemble, ormai fortemente coeso, il Marco Pacassoni Quartet pubblicherà poi l'album Grazie (2017, Nasswetter Music Group)
Intanto anche grazie alla collaborazione con Bungaro, Pacassoni aveva incontrato Pierre Ruiz della Esordisco, che gli suggerisce di lavorare sulle musiche e le canzoni di Frank Zappa e della sua vibrafonista Ruth Underwood. Nasce da qui la passione di Pacassoni per la Underwood, che lo porta a comporre un ensemble formato, oltre che dai soliti De Angeli e Bocciero, anche dal chitarrista Alberto Lombardi e dal batterista statunitense Gregory Hutchinson per rileggere ed eseguire brani di Zappa del periodo della collaborazione con la vibrafonista, che andava dal 1967 al 1977. Nacque così l'album Frank & Ruth (2018, Esordisco) a nome Marco Pacassoni Group, uscito simbolicamente il 9 giugno, data in cui Zappa tenne il suo ultimo concerto in Italia (Genova) nel 1988, che vede la band riarrangiare brani selezionati di Zappa, spesso eseguendo le parti di chitarra con il vibrafono.

## Discografia

### Come Marco Pacassoni & Partido Latino
- 2006 - Dancing
- 2009 - Latino italiano

### Come Marco Pacassoni & Marcello Pellitteri Quatet
- 2007 - Weekend in New York

### Come Marco Pacassoni Quartet
- 2011 - Finally...
- 2014 - Happiness
- 2017 - Grazie
- 2018 - Frank & Ruth come "Marco Pacassoni Group"

### Come Marco Pacassoni & Enzo Bocciero
- 2021 - Hands & Mallets

### Con i Vibrafonia
- 2000 - Sunrise
- 2001 - Fairy Tales

### Con FP duo
- 2004 - Something Different

### Come Marco Pacassoni Trio
- 2022 - Life - feat. John Patitucci & Antonio Sanchez

### Altre partecipazioni
- 2000 - Vivre la vie di Kelly Joyce
- 2004 - This Time di Michael Vochezer
- 2008 - Plays Puccini di Andrea Pagani
- 2009 - Canta-me o Fado di Elisa Ridolfi
- 2012 - Work in Progress di Gianni Insalata 4tet
- 2018 - Un pugno di stelle di Ornella Vanoni